# Jules Itier

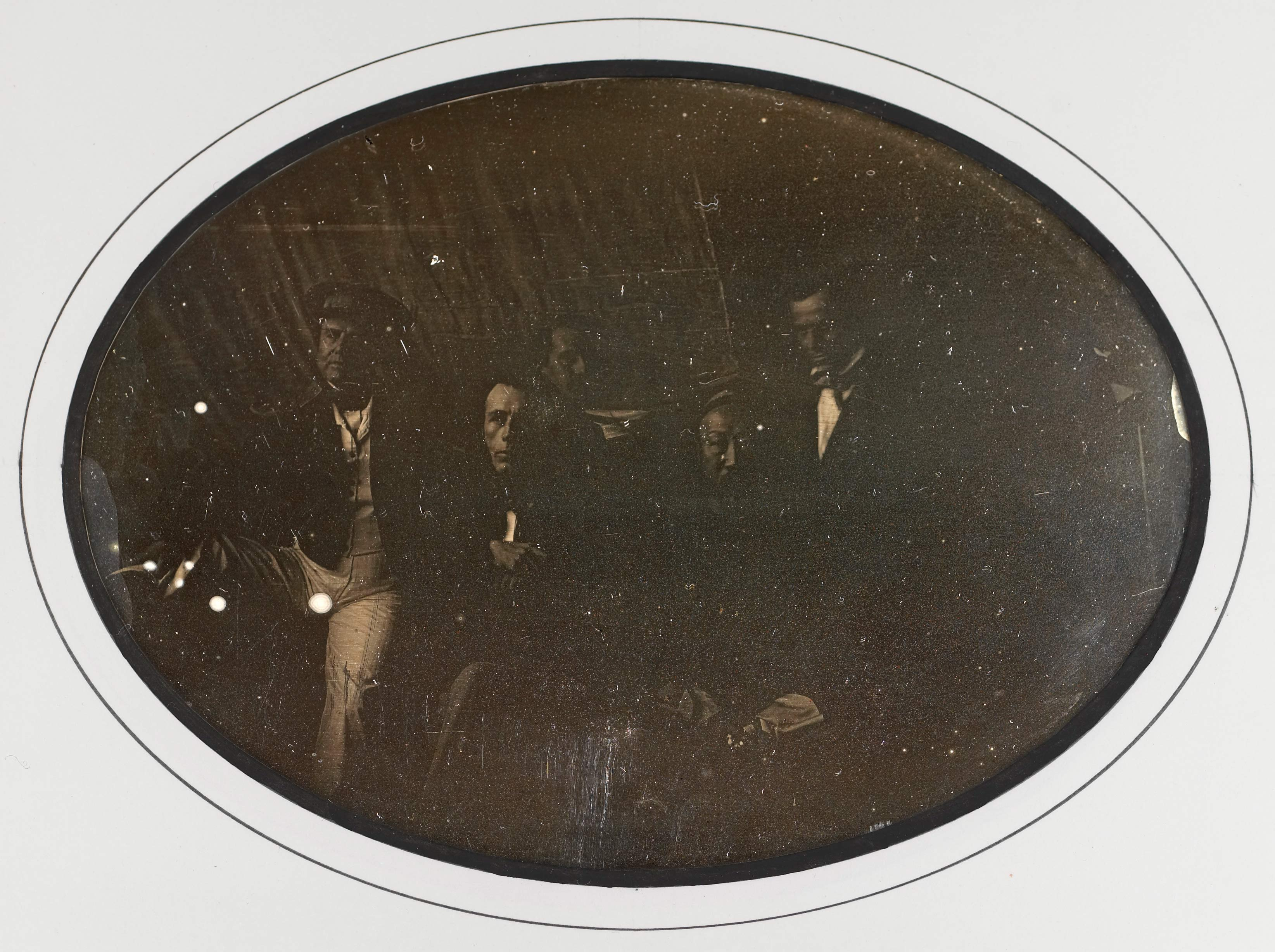
Signatáři smlouvy ve Whampoa, Lagrené a Qiying jsou uprostřed, 1844

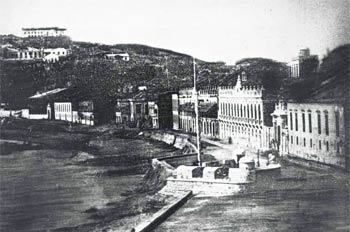
Daguerrotypie Macaa, 1844

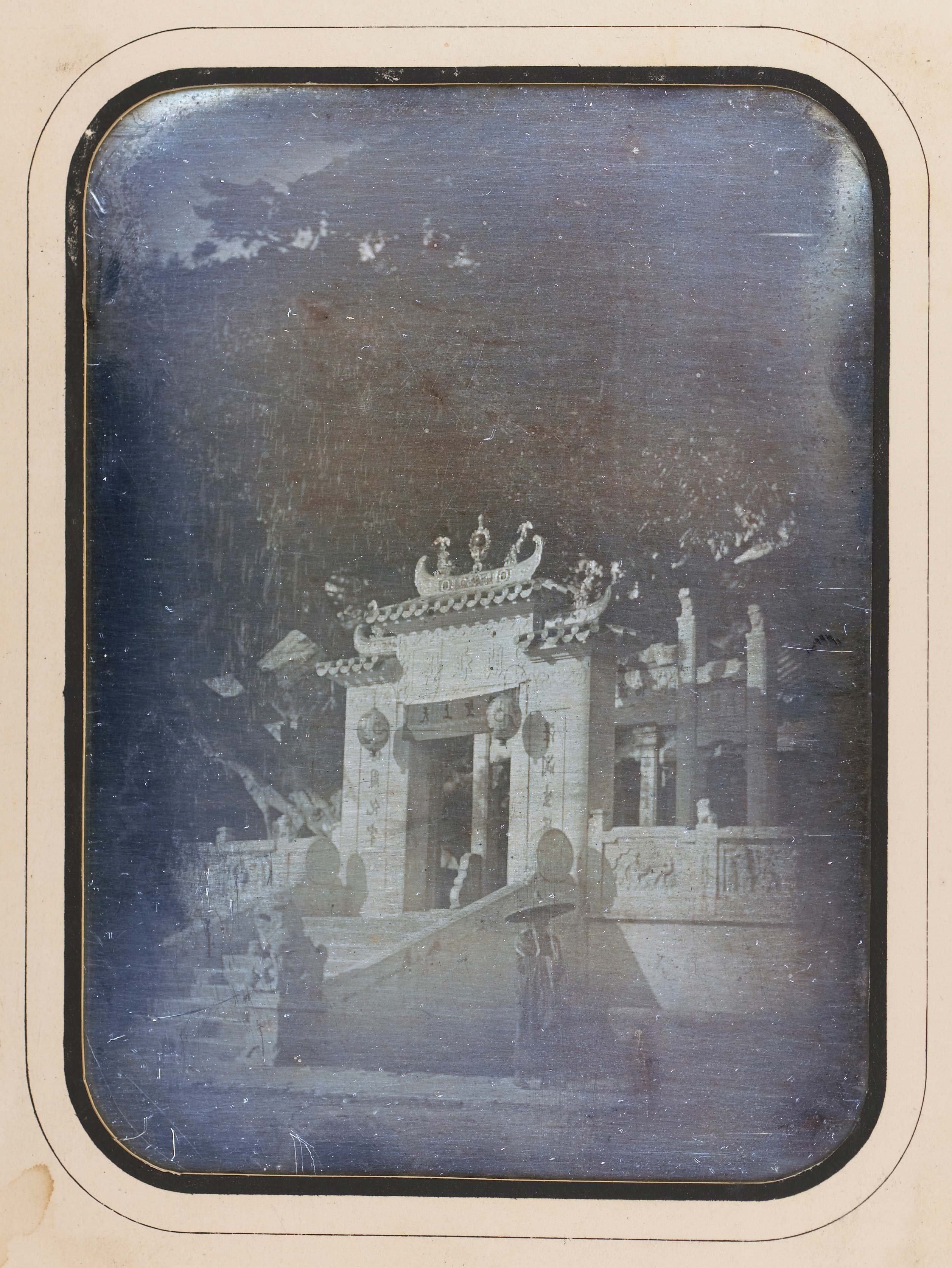
Daguerrotypie Macaa, 1844

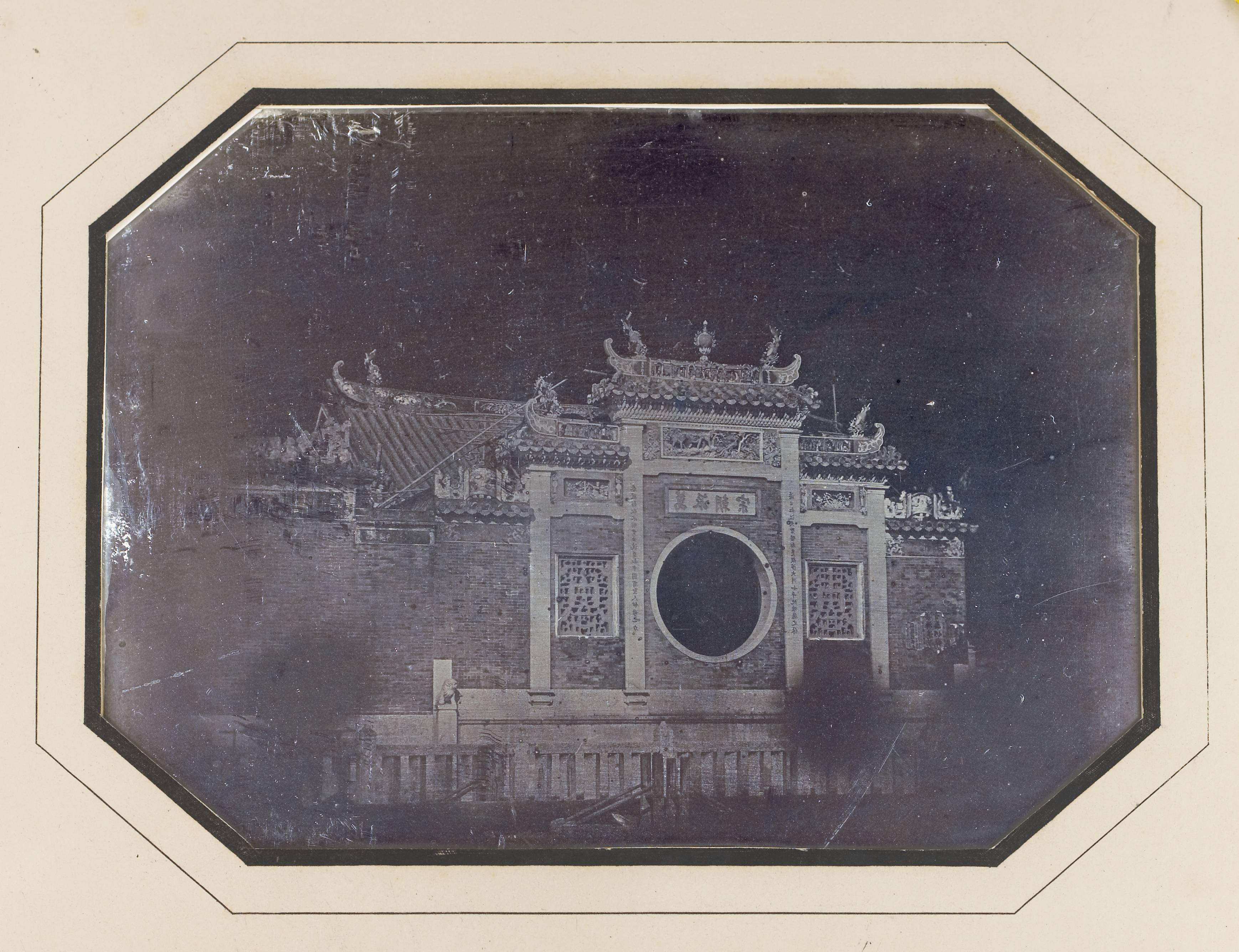
Daguerrotypie Macaa, 1844

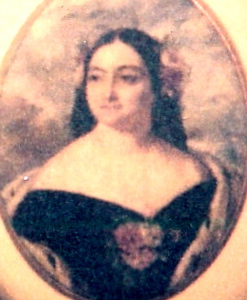
Itierova manželka Henrietta de Brémond, 1846

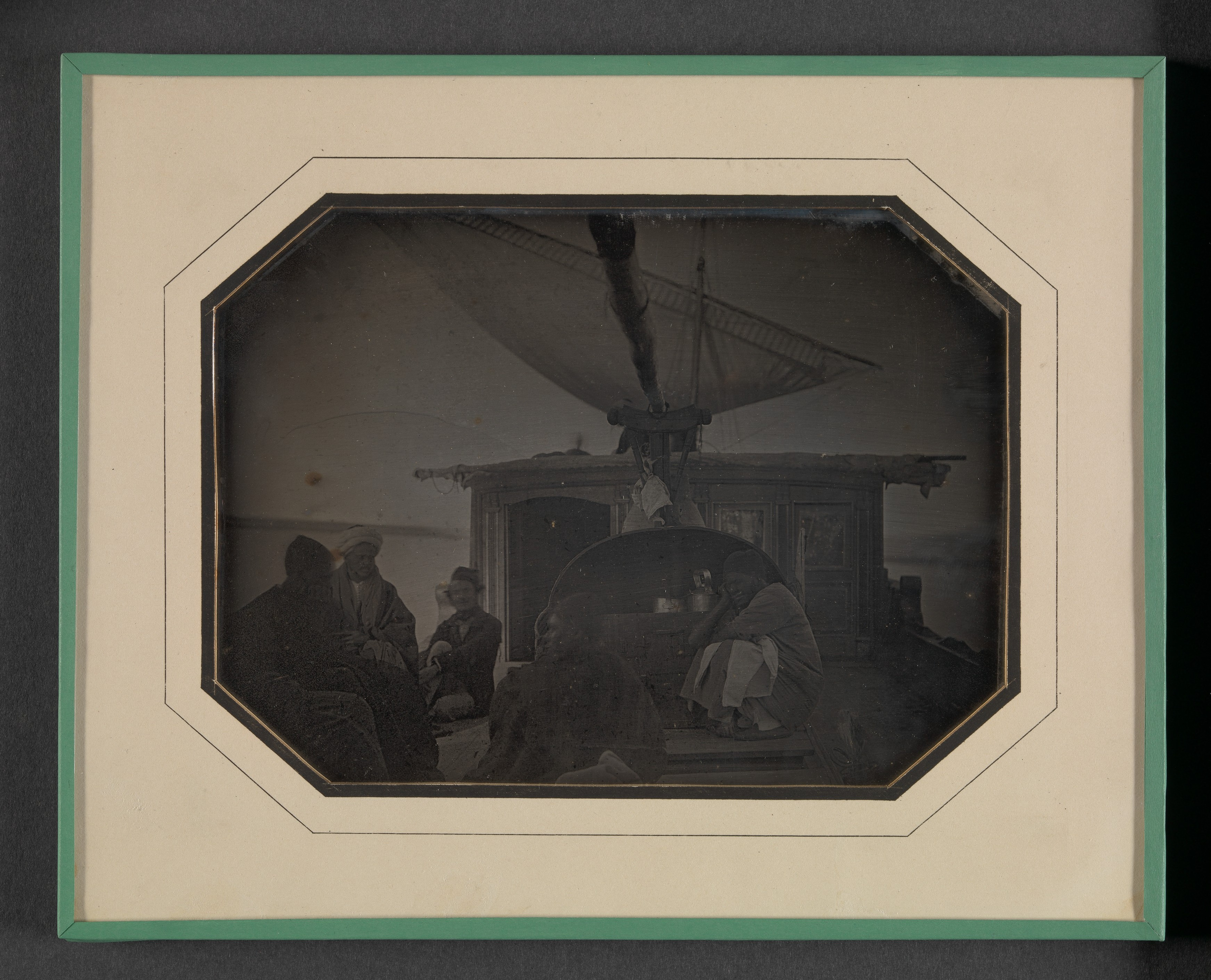
Plavba na Nilu, 1845–46

Jules Alphonse Eugène Itier (8. dubna 1802 Paříž – 13. října 1877 Montpellier) byl francouzský celní inspektor a amatérský daguerreotypista. V letech 1842 až 1846 cestoval do Senegalu, Guadeloupe, Indie a Číny, kde pořídil jedny z prvních daguerrotypií.

## Životopis
Jules Itier se narodil 8. dubna 1802 v Paříži. Studium začal v roce 1809 na Lyceu Jindřicha IV. a v roce 1819 dokončil Královskou vysokou školu v Marseille (nyní Lycée Thiers). Ve stejném roce vstoupil do celního úřadu, pod záštitou svého strýce Dubois-Aymého (1779-1846), ředitele této správy v Marseille (vědec, člen expedice do Egypta). Úředníkem byl jmenován v roce 1821, inspektorem v roce 1830 a sloužil v Marseille, Lorientu, Marennes, Oloronu, Olette a Belley v departementu Jura. Zajímal se o vědu 30. a 40. let 19. století a stal se amatérským daguerrotypistou.
Dne 18. června 1841 byl zvolen členem Akademie věd Académie des sciences, belles-lettres et arts de Savoie s akademickým titulem Correspondant.
V roce 1842 byl vyslán na misi do Senegalu, Guyany a Francouzské západní Indie. Dne 15. listopadu 1842 Jules Itier odešel z Paříže do Brestu. Ve svých zavazadlech měl daguerrotypický materiál a pojednání o daguerrotypii Marcagnina Gaudina, které mu osobně dal sám Gaudin. Jeho cílem bylo využít svého volného času k pořízení daguerrotypií. Jeho fotografie tak patří mezi první v západní Africe. Městské veduty i portréty fotografoval dokumentárním způsobem.
V prosinci 1843 byl Itier poslán jako doprovod Théodora de Lagreného na jeho cestě do Číny, kam jej vyslal francouzský král Ludvík Filip, aby uzavřel obchodní smlouvu mezi Čínou a Francií. Cesta trvala od roku 1843 do roku 1846, v Číně Itier dokumentoval uzavření Whamponské smlouvy a zhotovil řadu daguerrotypií Číňanů a scenérií v provincii Kuang-tung. Ačkoli v Číně se daguerreotypie objevila během pozdější fáze první opiové války, jsou Itierovy daguerreotypie nejstarší dochované z Číny.
Během své cesty navštívil mimo jiné St. Louis v Senegalu, Brazílii, Borneo, Manilu, Singapur, Macao, Kanton, Filipíny, Mindanao, Soulou, Basilan, Jáva, Borneo, Kočinčínu, Cejlon, Indii (Colombo). Vrátil se přes Aden a Rudé moře, prošel Horním Egyptem a po Nilu z Káhiry do Asuánu a Philae. Přešel Libyjskou poušť a přes Alexandrii se vrátil do Francie. Pořídil četné daguerrotypie, včetně řady portrétů, památek a krajiny. Ze svých cest také uvedl mnoho pozorování přírody, historie a etnografie. Představil nové nebo neznámé produkty, jako například gutaperča, guma, fucus saccharinus, pyrethrum caucasium, Uncaria gambir, čirok a některé druhy čínské keramiky.
Po návratu do Francie Itier napsal o své čínské cestě rozsáhlou reportáž. V roce 1846 byl jmenován hlavním inspektorem v Marseille. Téhož roku se oženil s Henriettou de Brémond v Grenoblu. V roce 1848 byl jmenován ředitelem cel v Montpellier a v roce 1853 hlavním vedoucím v Marseille. Na svou žádost byl v roce 1857 propuštěn do důchodu a usadil se v Montpellier.
Jules Itier zemřel v Montpellier 13. října 1877 ve věku 75 let a byl pohřben v Serres (Hautes-Alpes).

## Sbírky
- Muzeum Orsay
- Francouzské muzeum fotografie
- Muzeum J. Paula Gettyho
- Musée Carnavalet

## Výstavy
- Jules Itier, premières photographies de la Chine, 1844, Musée français de la photographie, Bièvres; théâtre de l'Agora, Évry; propriété Caillebotte, Yerres, 2014